# Fenerbahçe Spor Kulübü 2021-2022 (pallavolo maschile)
Questa voce raccoglie le informazioni riguardanti il Fenerbahçe Spor Kulübü nelle competizioni ufficiali della stagione 2021-2022.

## Stagione
Il Fenerbahçe Spor Kulübü partecipa alla stagione 2021-22 con la denominazione sporsorizzata Fenerbahçe HDI Sigorta.
In Efeler Ligi ottiene in secondo posto in regular season, classificandosi per i play-off scudetto: sconfitto in semifinale, conquista in seguito il terzo posto finale; in Coppa di Turchia esce di scena invece ai quarti di finale.
A livello europeo si disimpegna in Champions League, non superando però la fase a gironi.

## Organigramma societario
Area direttiva
- Presidente: Ali Koç

Area tecnica
- Allenatore: Daniel Castellani
- Allenatore in seconda: Kerem Eryılmaz
- Assistente allenatore: Ali Yılmaz
- Scoutman: Sefa Gökburun

## Rosa
| N° | Nome             | Ruolo | Data di nascita   | Nazionalità sportiva |
| -- | ---------------- | ----- | ----------------- | -------------------- |
| 1  | Kaan Gürbüz      | O     | 16 agosto 2001    | Turchia              |
| 4  | Yacine Louati    | S     | 4 marzo 1992      | Francia              |
| 5  | Hasan Yeşilbudak | L     | 11 gennaio 1984   | Turchia              |
| 6  | Mohammad Mousavi | C     | 22 agosto 1987    | Iran                 |
| 7  | Ahmet Tümer      | C     | 15 settembre 2001 | Turchia              |
| 8  | İzzet Ünver      | S     | 1º gennaio 1992   | Turchia              |
| 9  | Burak Mert       | L     | 23 ottobre 1990   | Turchia              |
| 10 | Emre Batur       | C     | 21 aprile 1988    | Turchia              |
| 11 | Taha Erden       | S     | 13 gennaio 2002   | Turchia              |
| 13 | Salvador Hidalgo | S     | 27 dicembre 1985  | Cuba                 |
| 14 | Hasan Sıkar      | C     | 18 maggio 1991    | Turchia              |
| 15 | Metin Toy        | O     | 3 maggio 1994     | Turchia              |
| 16 | Oğulcan Yatgın   | P     | 28 aprile 1997    | Turchia              |
| 17 | Muhammet Kaya    | P     | 7 febbraio 1995   | Turchia              |
| 18 | Saeid Marouf     | P     | 20 ottobre 1985   | Iran                 |
| 19 | Bora Stanicki    | S     | 27 luglio 2001    | Turchia              |
| 20 | Doruk Daioğlu    | L     | 8 febbraio 2001   | Turchia              |

## Statistiche

### Statistiche di squadra
| Competizione     | Punti | In casa | In casa | In casa | In trasferta | In trasferta | In trasferta | Totale | Totale | Totale |
| Competizione     | Punti | G       | V       | P       | G            | V            | P            | G      | V      | P      |
| ---------------- | ----- | ------- | ------- | ------- | ------------ | ------------ | ------------ | ------ | ------ | ------ |
| Efeler Ligi      | 63    | 15      | 11      | 4       | 15           | 12           | 3            | 30     | 23     | 7      |
| Coppa di Turchia | -     | 1       | 0       | 1       | 0            | 0            | 0            | 1      | 0      | 1      |
| Champions League | 5     | 3       | 2       | 1       | 3            | 2            | 1            | 6      | 2      | 4      |
| Totale           | -     | 19      | 13      | 6       | 18           | 14           | 4            | 37     | 25     | 12     |

G = partite giocate; V = partite vinte; P = partite perse

### Statistiche dei giocatori
| Giocatore     | Campionato | Campionato | Campionato | Campionato | Campionato | Coppa di Turchia | Coppa di Turchia | Coppa di Turchia | Coppa di Turchia | Coppa di Turchia | Champions League | Champions League | Champions League | Champions League | Champions League | Totale | Totale | Totale | Totale | Totale |
| Giocatore     | P          | PT         | AV         | MV         | BV         | P                | PT               | AV               | MV               | BV               | P                | PT               | AV               | MV               | BV               | P      | PT     | AV     | MV     | BV     |
| ------------- | ---------- | ---------- | ---------- | ---------- | ---------- | ---------------- | ---------------- | ---------------- | ---------------- | ---------------- | ---------------- | ---------------- | ---------------- | ---------------- | ---------------- | ------ | ------ | ------ | ------ | ------ |
| E. Batur      | 26         | 109        | 63         | 36         | 11         | 1                | 1                | 0                | 1                | 0                | 3                | 8                | 6                | 1                | 1                | 30     | 118    | 69     | 38     | 12     |
| D. Daioğlu    | 0          | 0          | 0          | 0          | 0          | -                | -                | -                | -                | -                | -                | -                | -                | -                | -                | 0      | 0      | 0      | 0      | 0      |
| T. Erden      | 13         | 3          | 2          | 1          | 0          | 0                | 0                | 0                | 0                | 0                | 3                | 3                | 0                | 0                | 3                | 16     | 6      | 2      | 1      | 3      |
| K. Gürbüz     | 21         | 52         | 43         | 4          | 5          | 1                | 1                | 1                | 0                | 0                | 3                | 19               | 14               | 3                | 2                | 25     | 72     | 58     | 7      | 7      |
| S. Hidalgo    | 29         | 460        | 353        | 27         | 80         | 1                | 9                | 8                | 0                | 1                | 6                | 60               | 44               | 2                | 14               | 36     | 529    | 405    | 29     | 95     |
| M. Kaya       | 26         | 14         | 5          | 6          | 3          | 1                | 1                | 1                | 0                | 0                | 4                | 2                | 1                | 1                | 0                | 31     | 17     | 7      | 7      | 3      |
| Y. Louati     | 30         | 354        | 296        | 30         | 28         | 1                | 3                | 3                | 0                | 0                | 6                | 70               | 62               | 2                | 6                | 37     | 427    | 361    | 32     | 34     |
| S. Marouf     | 13         | 30         | 19         | 5          | 6          | -                | -                | -                | -                | -                | 2                | 2                | 2                | 0                | 0                | 15     | 32     | 21     | 5      | 6      |
| B. Mert       | 26         | 0          | 0          | 0          | 0          | 1                | 0                | 0                | 0                | 0                | 4                | 0                | 0                | 0                | 0                | 31     | 0      | 0      | 0      | 0      |
| M. Mousavi    | 15         | 95         | 55         | 26         | 14         | -                | -                | -                | -                | -                | 3                | 24               | 12               | 9                | 3                | 18     | 119    | 67     | 35     | 17     |
| H. Sıkar      | 16         | 37         | 31         | 5          | 1          | 1                | 1                | 1                | 0                | 0                | 3                | 15               | 12               | 3                | 0                | 20     | 53     | 44     | 8      | 1      |
| B. Stanicki   | 5          | 3          | 3          | 0          | 0          | 0                | 0                | 0                | 0                | 0                | 0                | 0                | 0                | 0                | 0                | 5      | 3      | 3      | 0      | 0      |
| M. Toy        | 30         | 438        | 363        | 35         | 40         | 1                | 3                | 3                | 0                | 0                | 5                | 57               | 48               | 3                | 6                | 36     | 498    | 414    | 38     | 46     |
| A. Tümer      | 26         | 138        | 89         | 32         | 17         | 1                | 6                | 4                | 1                | 1                | 6                | 25               | 18               | 6                | 1                | 33     | 169    | 111    | 39     | 19     |
| İ. Ünver      | 17         | 22         | 18         | 4          | 0          | 1                | 3                | 2                | 1                | 0                | 5                | 18               | 15               | 1                | 2                | 23     | 43     | 35     | 6      | 2      |
| O. Yatgın     | 14         | 26         | 11         | 10         | 5          | 1                | 0                | 0                | 0                | 0                | 2                | 1                | 1                | 0                | 0                | 17     | 27     | 12     | 10     | 5      |
| H. Yeşilbudak | 24         | 1          | 1          | 0          | 0          | 1                | 0                | 0                | 0                | 0                | 4                | 0                | 0                | 0                | 0                | 29     | 1      | 1      | 0      | 0      |

P = presenze; PT = punti totali; AV = attacchi vincenti; MV = muri vincenti; BV = battute vincenti